# Зборівська єпархія
Зборівська єпархія — історична єпархія Української греко-католицької церкви у Західній Україні. Заснована 13 липня 1993 року. Вона охоплювала 10 деканатів, займала частину Львівської і Тернопільської областей. Станом на 1996 рік в єпархії налічувалося 380 парафій, в яких проживало 374 279 вірних УГКЦ, працювало 230 катехитів і 162 священнослужителя. У духовних закладах, навчалося 95 питомців. Видавничий відділ випускав двомісячний журнал «Джерело Життя».
Очільником єпархії був владика Михаїл Колтун.
Кафедральний храм — Преображення Господнього (нині Прокатедральний собор Преображення Господа і Спаса нашого Ісуса Христа), м. Зборів.
Для підвищення рівня богословських знань священнослужителів організували внутрішпьоєпархіяльпу інституцію в с. Жукові Бережанського району.
Для викладачів-катехитів організували чотирирічні курси: у м. Бродах вони діяли з 1995 року, в містах Червонограді й Радехові — з 1996-го.
Після проведеної у серпні 2000 року реорганізації утворилася Тернопільсько-Зборівська єпархія УГКЦ, яка після проголошення 22 грудня 2011 року Тернопільсько-Зборівської митрополії отримала статус архієпархії — Тернопільсько-Зборівська архієпархія УГКЦ.